# Cuatro en la frontera
Cuatro en la frontera é um filme policial espanhol dirigido por Antonio Santillán, com roteiro escrito por Joaquín Algars e Nené Cascallar. Lançado em 1958, foi protagonizado por Claudine Dupuis, Danielle Godet e Estanis González.

## Elenco
- Claudine Dupuis como Isabelle
- Danielle Godet como Olivia
- Estanis González como Estanis González
- Frank Latimore como Javier
- Miguel Ligero
- Armando Moreno como Roca 'José Sancho'
- Adriano Rimoldi
- Julio Risca
- Gérard Tichy como Julio